# Kapuzinerkirche (Brakel)

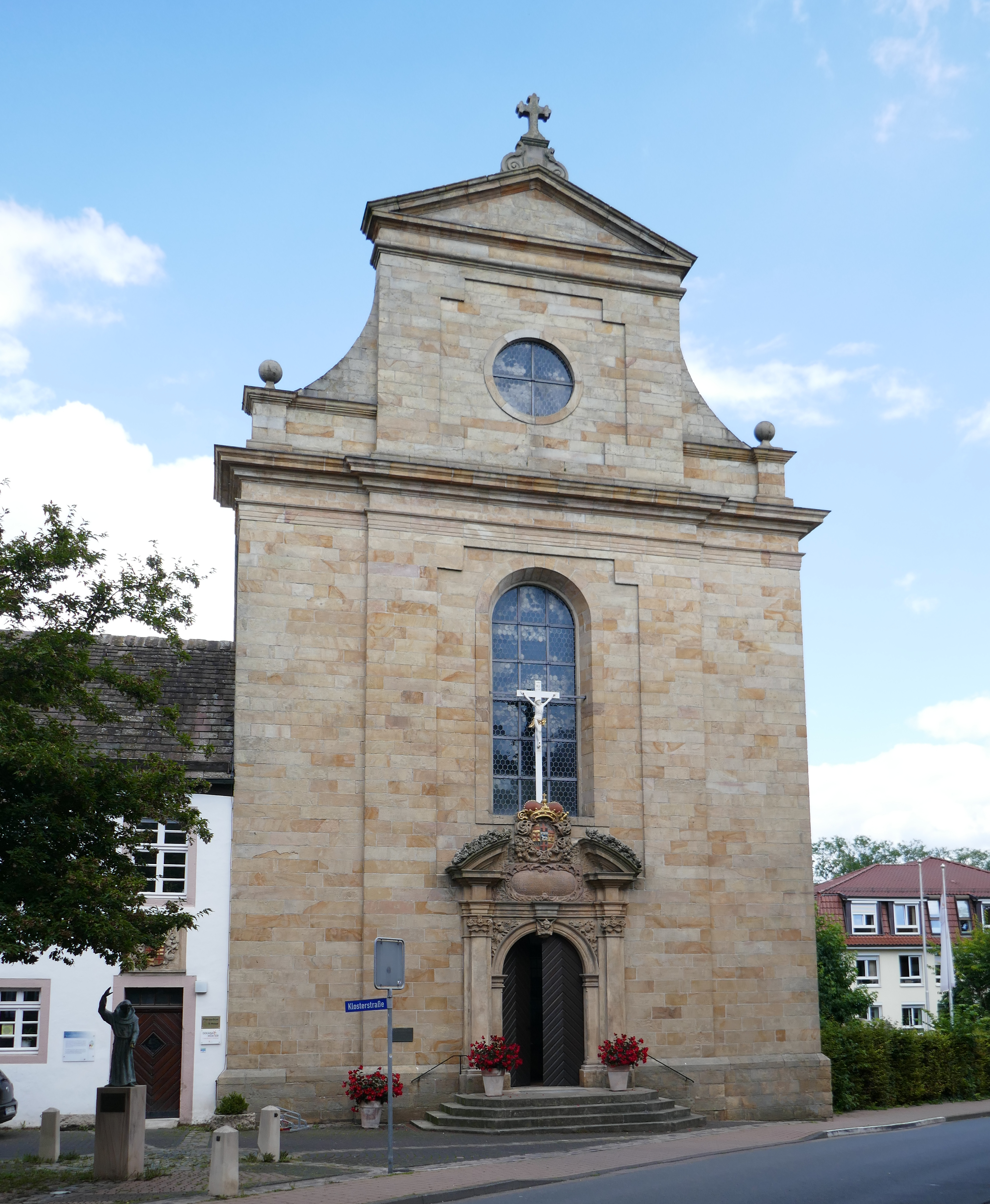
Kapuzinerkirche

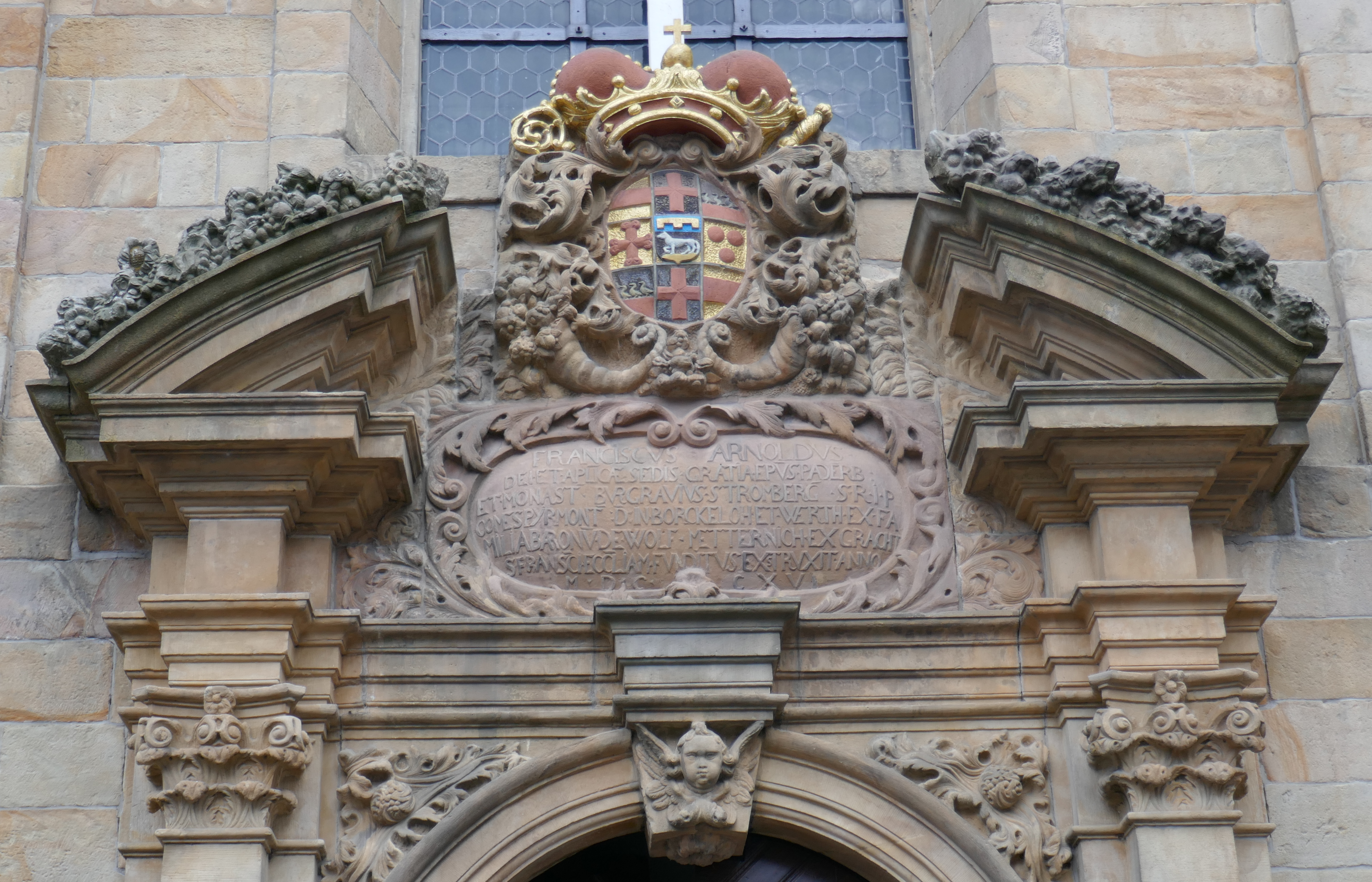
Portalinschrift von 1716

Die katholische Kapuzinerkirche ist ein denkmalgeschütztes Kirchengebäude in Brakel im Kreis Höxter (Nordrhein-Westfalen). Sie ist dem Patrozinium der Heiligen Franziskus und Kilian unterstellt.

## Geschichte und Architektur
1306 übergab Otto von Rietberg, Bischof von Paderborn, das von ihm gegründete Heilig-Geist-Spital der Stadt Brakel. 1645 übertrug Ferdinand von Bayern, Erzbischof und Kurfürst von Köln und Fürstbischof von Paderborn, gegen den Widerstand der Brakeler Bürgerschaft das Spital dem vor allem karitativ tätigen Kapuzinerorden zur Errichtung eines Klosters. 1715 beauftragte Fürstbischof Franz Arnold von Wolff-Metternich zur Gracht den noch jungen Johann Conrad Schlaun anstelle der mittelalterlichen Spitalskapelle mit dem Bau der Klosterkirche, die 1718 fertiggestellt wurde. Das Kloster wurde 1833 säkularisiert und sein Kirchenbau bis zur Errichtung der evangelischen Auferstehungskirche im Jahr 1912 als Simultankirche beider Konfessionen genutzt.
Die Kapuzinerkirche ist eine vierjochige Saalkirche mit eingezogenem Rechteckchor und anschließendem, von einem Dachreiter bekrönten Brüderchor. Der in seinem Innern kreuzgratgewölbte, nach außen mit Strebepfeilern versehene Kirchenbau steht als Frühwerk Schlauns noch ganz  in der nachgotischen Bautradition des westfälischen Barock. Die  schlichte, durch ein feines Oberflächenrelief geprägte Werksteinfassade der Kirche wird durch ein kräftiges Gebälk, einen Dreiecksgiebel und ein barockes Portal bestimmt, wobei Anregungen durch die 1692 fertiggestellte Jesuitenkirche von Paderborn nicht zu übersehen sind.

## Ausstattung

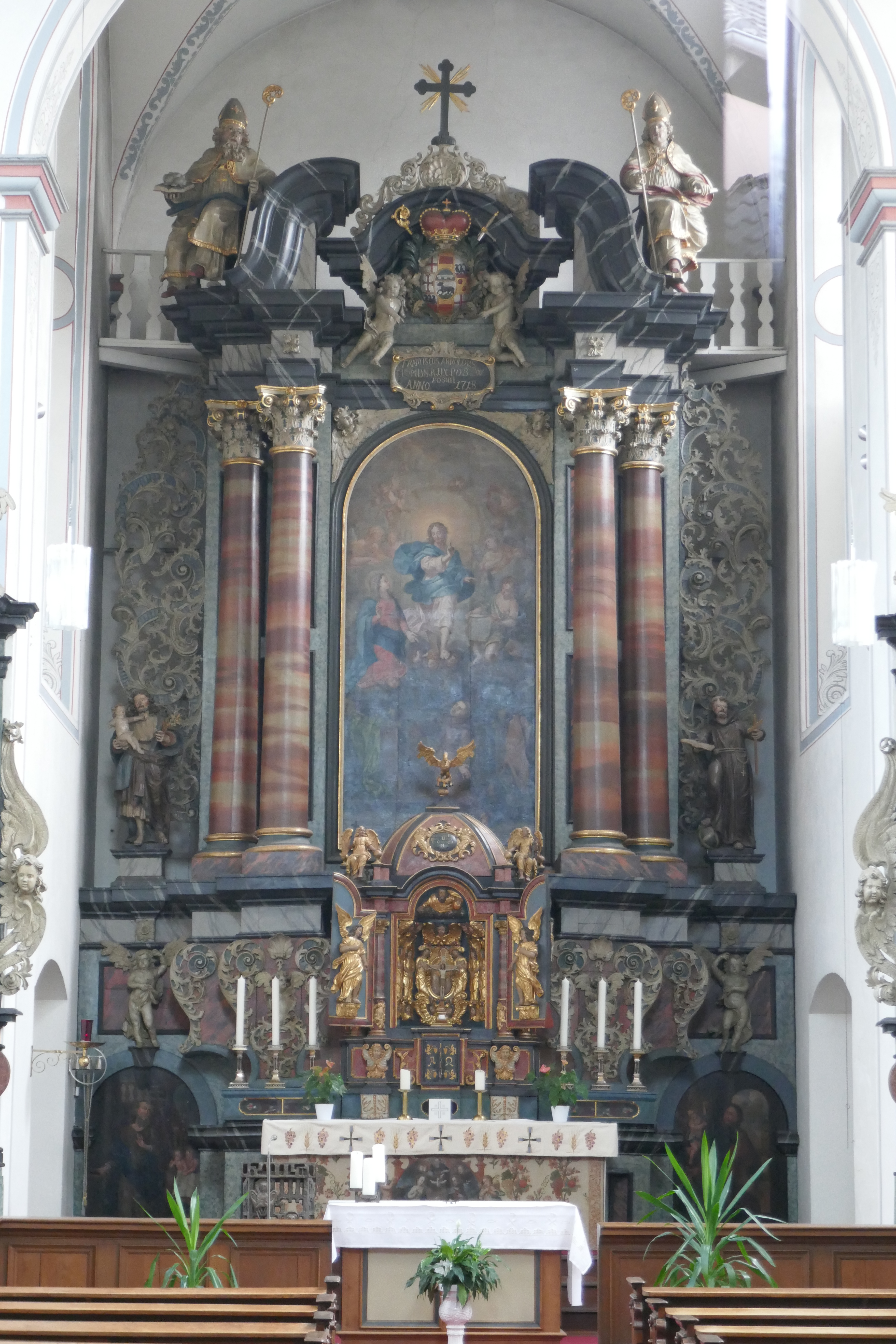
Hochaltar

Das Prinzipalsrück der Ausstattung bildet der 1718 nach Entwurf Schlauns ausgeführte Hochaltar, dessen portalartiger Aufbau von vier rot gefassten korinthischen Säulen beherrscht wird und dessen Sprenggiebel das Wappen des Stifters, Fürstbischof Franz Arnold, enthält, begleitet von den beiden Bistumsheiligen Kilian und Liborius, seitlich des Altars sind die Standfiguren der Heiligen Joseph und Franziskus aufgestellt. Das Johann Martin Pictorius zugeschriebene Altarblatt thematisiert die Erscheinung von Christus und Maria vor dem hl. Franziskus. Der mit einem kuppelbekrönten Expositorium versehene Tabernakel wird von einem Pelikan als eucharistisches Christussymbol überhöht.
Die beiden seitlich des Chorbogens aufgestellten Seitenaltäre, eine Stiftung des Bruno Burchard von Mengersen auf Schloss Rheder, zeigen  Mariä Verkündigung sowie Antonius von Padua mit dem Jesuskind. Auch der von dem – in der Gegenreformation als Kämpfer gegen den Unglauben verehrten – Erzengel Michael getragene Kanzelkorb trägt dasselbe Stifterwappen. An den Wänden des Kirchenschiffs sind ein Vesperbild, ein Standbild der hl. Anna und ein im Chronogramm auf 1732 datierter Johannes Nepomuk aufgestellt.

### Orgel
Gegen Ende des 18. Jahrhunderts erhielt die Kapuzinerkirche durch den Fuldaer Orgelbauer Johann Adam Oestreich eine in die Brüstung eingebaute einmanualige Orgel von acht Registern mit angehängtem Pedal. 1985 wurde die Orgel durch den Orgelbauer Siegfried Sauer (Ottbergen) restauriert und dabei um ein zweites Manual sowie ein selbständiges Pedal auf nunmehr 18 Register erweitert. Ihre Disposition lautet seither:
| I Hauptwerk C–d3 |              |       |
| 1.               | Principal    | 4′    |
| 2.               | Gedackt      | 8′    |
| 3.               | Traversflöte | 8′    |
| 4.               | Kleingedackt | 4′    |
| 5.               | Gemshorn     | 4′    |
| 6.               | Quinte       | 2 ⁄3′ |
| 7.               | Oktave       | 2′    |
| 8.               | Mixtur III   | 2′    |

| II Oberwerk C–d3 |            |        |
| 9.               | Rohrflöte  | 8′     |
| 10.              | Blockflöte | 8′     |
| 11.              | Waldflöte  | 2′     |
| 12.              | Terz       | 1 3⁄5′ |
| 13.              | Sifflet    | 1′     |
| 14.              | Krummhorn  | 8′     |
|                  | Tremulant  |        |

| Pedal C–d1 |            |     |
| 15.        | Subbass    | 16′ |
| 16.        | Pommer     | 8′  |
| 17.        | Holzchoral | 4′  |
| 18.        | Euphone    | 16′ |

- Koppeln: II/I, I/P, II/P